# Саммак (скіф)
Саммак (грец. ΣΑΜΜΑ) — антропонім, відомий за монетами кількох серій, битих у Німфеї. Наразі висунуто декілька гіпотез щодо походження цього антропоніму.
1. грец. ΣΑΜΜΑ — самоський аристократ Саммас, який після афінського погрому у 439 р. до н. е. втік до Німфею, де й бив монету з власним ім'ям.[1]
2. грец. ΣΑΜΜΑ — Інша назва міста Німфея, яку він мав до вступу до Афінського союзу.[2]
3. грец. ΣΑΜΜΑ — представник скіфської верхівки чи «правитель» скіфів, який бив монету у Німфеї у період 409—405 рр. до н. е., після виходу останнього з Афінської архе та до переходу міста під очильницьтво Спартокідів.[3]

На підтримку останньої гіпотези свідчать й скіфська тематика зображень на монетах Саммака, й достатня кількість археологічних свідчень присутності скіфів у / біля Німфею, принаймні з середини V ст. до н. е. Якщо прийняти останнє з висловлених припущень, то лишається питання щодо датування саме після занепаду Афінського морського союзу. Малоймовірно, що скіфську верхівку взагалі цікавила думка будь-якого союзу полісів. Ймовірно, у такому випадку емісію серії монет з легендами грец. ΣΑ / ΣΑΜΜΑ слід розглядати у більш широкому часовому диапазоні — остання чверть V ст. до н. е.
Окремої уваги при розгляді певних подій історії Боспору й Німфею заслуговують посилання на промову Есхіна «Проти Ктесифонта». Але посилання на інтерпретації подій, висловлених у політичній промові демагога-політикана, чия порядність (як і в наші часи у персон з цього кола) апріорі під великим сумнівом, вимагає, принаймні, додаткових джерел інформації.